# Харкорт, Эд
Эд Харкорт (англ. Ed Harcourt); полное имя Эдвард Генри Ричард Харкорт-Смит (англ. Edward Henry Richard Harcourt-Smith) — британский музыкант, певец и автор песен, мультиинструменталист. На протяжении сольной карьеры выпустил семь полноформатных альбомов, три мини-альбома, два сборника, ряд синглов. Занимается написанием музыки и текстов для других исполнителей, среди которых Марианна Фейтфулл, Палома Фейт, Рен Харви, Софи Эллис-Бекстор, Лана Дель Рей и другие. В качестве приглашённого музыканта выступает на концертах различных групп, в том числе The Gutter Twins и The Libertines.

## Биография
Музыкант родился 14 августа 1977 года в Лондоне, в семье дипломата Чарльза Саймона Харкорт-Смита и искусствоведа Сабрины Джейн Лонглэнд. Младший из трёх сыновей, Эд с детства учился играть на виолончели и саксофоне; с девяти лет начал посещать Королевскую музыкальную школу по классу фортепиано. В возрасте семнадцати лет отказался от места преподавателя, ссылаясь на то, что анализ и разбор музыки сводит на нет всё наслаждение от неё.
В конце 90-х Харкорт играл на бас-гитаре и клавишных в квартете Snug, сформированном вместе со школьными друзьями. Группа выпустила два студийных альбома: Snug и From Solar to Polar. В то же время музыкант испытал сильнейшее вдохновение от творчества американского автора-исполнителя Тома Уэйтса, впоследствии оказавшего влияние на всю его сольную карьеру. Эд познакомился с музыкой Тома за ночной бутылкой виски в компании друга, и та сопровождала его весь третий десяток жизни, будь то в семь часов утра с бывшей девушкой в автомобиле, мчащемся по Лондону, на прогулке по дождливому Нью-Йорку после расставания, или в больничной палате в день рождения дочери. Пластинка Уэйтса Small Change возглавляет список любимых альбомов Харкорта.
В 2000 году Эд поселился в доме своей бабушки в мрачной сельской местности Сассекса, где, имея в распоряжении 4-дорожечный магнитофон, старый рояль, фисгармонию, ударную установку, гитары и синтезатор Муга, записал материал для дебютного мини-альбома Maplewood. Годом позже музыкант выпустил полноформатный диск Here Be Monsters, созданный в профессиональной студии и номинированный на премию Mercury Prize, наряду с работами Radiohead, Gorillaz и PJ Harvey. Неиссякаемой музой для Харкорта в те годы служили ночные посиделки со спиртным, книгами Чарльза Буковски и Хантера Томпсона, записями певцов 70-х, таких как Лу Рид и Рэнди Ньюман. Впоследствии исполнитель отзывался о своём творчестве в тот период жизни как о наивном и детском.
С 2003 года Харкорт всецело посвятил себя музыке: в 2003-м вышел второй студийный альбом From Every Sphere, в 2004-м — третий, Strangers, в 2005-м — двухдисковый сборник Elephant’s Graveyard, включающий в себя студийный материал, не изданный на номерных альбомах, в 2006-м — четвёртый альбом The Beautiful Lie, в 2007-м — второй сборник, Until Tomorrow Then, содержащий выборочные треки с ранее выпущенных дисков и неизданный материал. Работа над The Beautiful Lie пришлась в разгар приготовлений к свадьбе Эда с певицей трио The Langley Sisters Гите Лэнгли, в будущем ставшей соавтором его песен и родившей ему дочь Рокси (род. 2008) и сына Франклина (род. 2011). По прошествии времени музыкант признавался, что считает The Beautiful Lie излишне слезливым и местами угрюмым альбомом. После выхода Until Tomorrow Then он взял перерыв в студийной работе, во время которого преимущественно занимался написанием песен на заказ, не прекращая, впрочем, концертной деятельности. В 2008-м году выступал с проектом Грега Дулли и Марка Ланегана The Gutter Twins, играл на гитаре во время исполнения их сингла «Idle Hands» на шоу Джулса Холланда.
В 2009 году издал новый мини-альбом Russian Roulette, а год спустя — пятый студийный альбом Lustre, отличающийся от его предшественника светлым и жизнеутверждающим настроением. Бонусом к нему вышел диск ранее не издававшегося материала — Illustrious. В 2013 году последовал шестой альбом Back Into the Woods, записанный Эдом при участии супруги в студии Эбби-Роуд, в течение шести часов. В том же году Харкорт опубликовал сообщение о готовящемся седьмом диске Wizard Bounce, который будет предложен для бесплатного скачивания на сайте музыканта. Впоследствии исполнитель признался, что новость была лишь первоапрельской шуткой. В 2014 году он подготовил третий мини-альбом Time of Dust. Год спустя примкнул к коллективу Пита Доэрти The Libertines на сцене фестивалей Гластонбери и Рединг / Лидс, где занял место за фортепиано.
Седьмой студийный альбом Харкорта, Furnaces, был выпущен в 2016 году. Продюсированием занимался Марк «Флад» Эллис, прежде работавший с Nick Cave and the Bad Seeds, U2, Nine Inch Nails, The Smashing Pumpkins, Depeche Mode и другими, за художественное оформление пластинки отвечал иллюстратор Хантера Томпсона Ральф Стэдман. Запись выделяется апокалиптическим настроением, музыкант саркастично именовал её Now I Have Become Death (рус. Теперь я стал смертью); влияние на звучание оказало, в числе прочих, творчество Дэвида Боуи, Принса, Фрэнка Синатры и Mogwai. Музыкальные критики отреагировали на диск восторженными откликами, а друг Эда Грег Дулли назвал её феноменальной. Сам же исполнитель рассматривает Furnaces как новый старт своей карьеры, второй дебют.
В 2018 году вышел первый инструментальный альбом музыканта — Beyond the End. Он был записан узким семейным кругом в личной студии Эда Wolf Cabin в Оксфордшире. Его супруга Гита сыграла на скрипке, а её сестра Эми — на виолончели, сам же Харкорт занял место за фортепиано марки Hopkinson Baby Grand 1910 года — аналогичный иснтрумент стоял в доме его бабушки и послужил для записи дебютного Maplewood.

## Дискография
| Студийные альбомы - 2001 — Here Be Monsters - 2003 — From Every Sphere - 2004 — Strangers - 2006 — The Beautiful Lie - 2010 — Lustre - 2013 — Back Into The Woods - 2016 — Furnaces - 2018 — Beyond the End | Мини-альбомы - 2000 — Maplewood - 2009 — Russian Roulette - 2014 — Time of Dust Сборники - 2005 — Elephant’s Graveyard - 2007 — Until Tomorrow Then |